# Suzanne Lippens-Orban
Suzanne Lippens-Orban (Bruxelas, Bélgica, 1887 - 1971) foi uma feminista, enfermeira e política belga que lutou principalmente pelos direitos das enfermeiras após a Primeira Guerra Mundial.